# Жокера
Жокерът пренасочва насам.  За филма от 2015 г. вижте Жокерът (филм, 2015).
Жокера (на английски: The Joker, в превод: „Смешника“) е въображаем персонаж, суперзлодей от Ди Си Комикс, известен като най-големият враг на Батман. Първата му поява е в американския комикс „Батман“ бр. 1 (пролетта на 1940 г.).
Жокера е най-опасният враг, срещу когото Батман се е изправял. В комиксите Жокера е описван като психопат, майстор на престъпленията, с извратено и садистично чувство за хумор. Жокера няма никакви специални суперсили, а използва експертните си познания по химия, за да създава отровни или смъртоносни оръжия-играчки.
Популярността на героя в съвременната попкултура е толкова голяма, че той често се появява на дрехи, колекционерски предмети, увеселителни паркове. Героят се появява като противник на Батман в различни медии, видеоигри и филми. В телевизионния сериал „Батман“ от 60-те години е изигран от Сезар Ромеро, във филма „Батман“ (1989) е изигран от Джак Никълсън, а в Черният рицар (2008) от Хийт Леджър. Историята на героя е пресъздадена в отделен филм Жокера през 2019 г. с участието на Хоакин Феникс в ролята.

## Биография
Миналото му е неизвестно. Самият той не помни нищо за себе си и разказва различни истории, което го прави още по-мистериозен. Най-известната теория, е че Жокера е бил обикновен бедняк, напуснал работата си, за да стане комик и да кара хората да се усмихват. Но тъй като никой не се смеел на шегите му Жокера бил нещастен. Съпругата му Джейни винаги го подкрепяла и очаквала дете от него. В един злополучен ден апартамента им се запалил и тя и бебето им загинали. При несполучлив обир Жокера пада в химикали, гонен от Батман и се превръща в така известния злодей. Той не вижда Батман като мъж в костюм, а като чудовище, подобно на прилеп-демон. Според комиксите е извършил над 2000 убийства (сред които на негови главорези и други злодеи), което би му донесло дълъг живот в затвора, но откаченият клоун никога не е бил осъждан на затвор поради невменяемост от психическото му състояние. В първата си поява в комиксите Жокера е представен като мрачен и опасен престъпник, но в по-късните години авторите на комикси го превръщат в доста по-безобиден персонаж, едва ли не безвреден шегаджия. В по-скорошните комикси, Жокера отново се връща към тъмните си корени. Като една от любимите теми на съвременните автори на комикси е личната му омраза към Батман, заради която той понякога се стреми целенасочено да нарани близките му (той убива Джейсън Тод – втория Робин и парализира Барбара Гордън, по-известна като първата Батгърл). Известна е ненавистта му към Найтуинг [Nightwing – първия Робин или Дик Грейсън], защото никога не успява да го нарани, както другите партньори на Батман.
Въпреки това, Батман никога не успява да събере сила да убие Жокера, тъй като знае, че именно убийството е тънката линия която го разделя от престъпниците и психопатите в Готъм. Жокера е егоистичен, себелюбив мъж, който използва Харли като играчка за забавление. Не знае какво е любов или как да изрази положителна емоция. Той и Батман са двете пълни противоположности, като Ин и Ян. Жокера е обсебен от него и прави всяко злодеяние, само, за да привлече вниманието му.